# Philotheca difformis
Philotheca difformis är en vinruteväxtart. Philotheca difformis ingår i släktet Philotheca och familjen vinruteväxter.

## Underarter
Arten delas in i följande underarter:
- P. d. difformis
- P. d. smithiana